# Kalabrien
Kalabrien (italienska: Calabria) är en region i södra Italien, och utgör den italienska halvöns "fotblad". Huvudort är Catanzaro, medan Reggio di Calabria är den största staden. Andra viktigare städer är Cosenza, Lamezia Terme och Crotone. Regionen hade cirka 1,84 miljoner invånare (2022), på en yta av 15 222 km².
Kalabrien gränsar till Basilicata i norr, Sicilien i sydväst, Tyrrenska havet i väster och Joniska havet i öster.

## Geografi
Kalabrien är en smal halvö som sträcker sig tre hundra kilometer ut i Medelhavet. Den utgör tån på Italiens "stövel" mellan Tyrrenska havet i väster och Joniska havet med Tarantobukten i öster. Den är skild från Sicilien av Messinasundet; den smalaste punkten är mellan Capo Peloro på Sicilien och Punta Pezzo i Kalibrien, som mäter 3,2 kilometer.
Kalabrien är en bergig region. Det finns tre bergskedjor: Pollino, Sila och Aspromonte. Alla tre är unika vad gäller flora och fauna. Stora delar av Kalabriens lägre terräng har brukats i hundratals år.
Regionen består av fem provinser:
- Catanzaro
- Cosenza
- Crotone
- Reggio Calabria
- Vibo Valentia

## Export
Kalabrien är känd för sin produktion av lakrits. Kalabrisk lakritsrot anses vara världens bästa.